# Sclerophrys xeros
El Sclerophrys xeros, o gripau del subdesert, és un gripau de la familia dels bufònids. Va ser descrit com a Bufo xeros el 1976. De 2006 fins a 2016 va ser classificat com a Amietophrynus xeros. El 2016 Ohler & Dubois van reorganitzar el tàxon i classificar-lo en el gènere dels Sclerophrys. L'epítet xeros prové del grec ξηρός xērós ‘sec’.

## Descripció
El gripau Sclerophrys xeros és una espècie de mida mitjana amb un cap ample i el musell arrodonit. Les femelles mesuren de 55 a 87 mm i els mascles 52 a 86 mm. Al dors té berrugues còniques amb puntes negres. El color varia del crema o gris pàl·lid al marró fosc. Té tres parells de marques simètriques amb els cantells foscos i diverses taques fosques. La part inferior és crema amb quantitats variables de piguellat. Les goles de les femelles son pàl·lides i les del mascles són més fosques. Els mascles també tenen sacs bucals (a la gola) i algunes taques vermelles irregulars a l'exterior de les cuixes. Aquest gripau viu a altituds entre 200 i 1.800 m

## Comportament
Aquest gripau viu en regions àrides i pot estivar per períodes llargs. Al nord de la part occidental d'Àfrica és en activitat en el període entre setembre i març. S'aparella als mesos de setembre i octubre. La femella pon els ous en bassals i basses provisionals dins les lleres de rius. És principalment nocturn i s'alimenta de invertebrats petits: aranyes, escarabats i altres insectes.

## Distribució
És troba a Algèria, Camerun, el Txad, Djibouti, Eritrea, Etiòpia, Gàmbia, Guinea, Kenya, Líbia, Mali, Mauritània, Níger, Senegal, Somàlia, Sudan, Tanzània, Uganda, Sàhara Occidental així com possiblement a Angola, Benín, Burkina Faso, República Centreafricana, República Democràtica del Congo, Guinea Bissau, i Nigèria.
Els seus hàbitats naturals són la Sabana, masses subtropicals o tropicals de matolls, prats secs subtropicals o tropicals de poca altitud, rius intermitents, aiguamolls d'aigua dolça, brolladors d'aigua dolça, deserts calents, i terra cultivable. El seu estat de conservació és avaluat per la Unió Internacional per a la Conservació de la Natura com de risc mínim.